# Het Zand (Lingewaard)
Het Zand, ook wel Huissen-Zand genoemd, is een buurtschap in de Nederlandse gemeente Lingewaard, gelegen in de provincie Gelderland. Het ligt binnen de bebouwde kom van Huissen en wordt gekenmerkt door glastuinbouw.

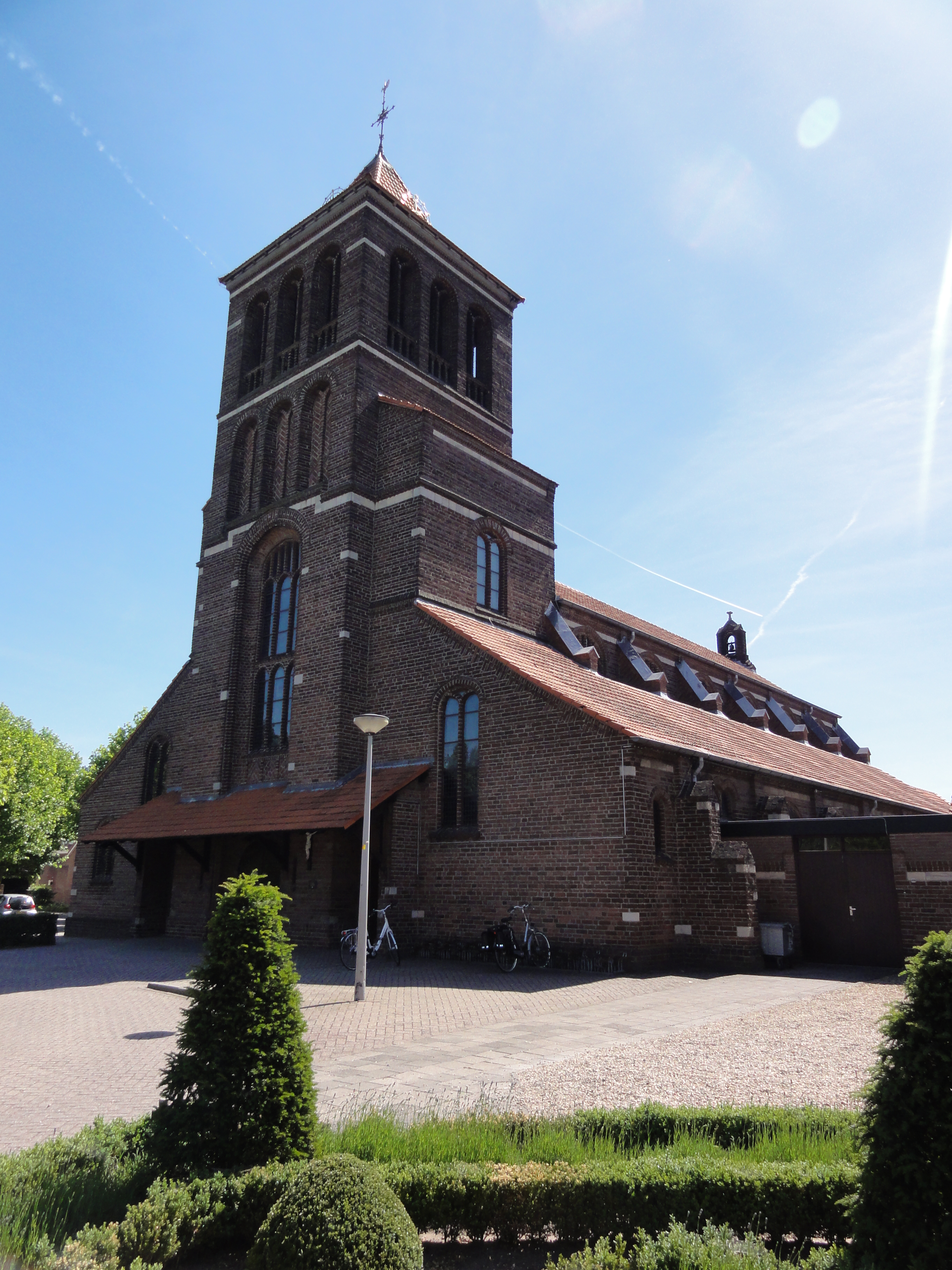
Martelaren van Gorcumkerk

Het Zand werd tijdens de Tweede Wereldoorlog grotendeels vernietigd. Aan de belangrijke druiventeelt kwam hierna een einde. De vernielde Heilige Martelaren van Gorcumkerk werd in 1953 vervangen door het huidige gebouw in traditionele stijl naar ontwerp van Hendrik Willem Valk. Bij de kerk staat een Heilig Hartbeeld (1930) van August Falise.
Dorpen: Angeren · Bemmel · Doornenburg ·  Gendt · Haalderen · Huissen · Ressen

Buurtschappen: Baal · Bergerden · Boerenhoek · Doornik · Flieren · Hoeve · Honderdmorgen · Hulhuizen · Kapel · Klein Baal · Kommerdijk · Looveer · De Pas (Bemmel) · De Pas (Doornenburg) · Sterreschans · Vossenpels (deels) · Het Zand · Zandheuvel · Zandvoort